# 贺彪
贺彪（1909年8月—1999年3月31日），原名永年，男，汉族，湖北荆州人，中华人民共和国政治人物。
早年加入中国工农红军，担任红二军团医院当看护长。1931年，任红九军第二十五师医务所所长。后担任红三军卫生处处长。1934年，担任红二军团卫生部部长，后随部参加长征，任红二方面军红二军团第四师卫生部部长。1937年，升任红二方面军卫生部部长兼红二军团卫生部部长。抗日战争期间，担任八路军120师358旅卫生部部长。1940年，升任120师卫生部副部长、部长。第二次国共内战期间，担任西北野战军卫生部部长，第一野战军卫生部部长，西北军区后勤部副部长。中华人民共和国成立后，担任中华人民共和国卫生部副部长。1977年，改任总后勤部副部长兼总后勤部卫生部部长。其子賀平为邓小平之婿。